# Того (филм)
Того (енгл. Togo) је амерички драмски филм из 2019. године који је представљен на платформи Disney+. Филм се фокусира на „две кључне фигуре из трке до Ноума 1925. године, у којој се тимови са псима транспортовали серум против дифтерије кроз оштре услове током готово 828 миља, да би спасили аљкашки град Ноум од епидемије.”
Филм је режирао Ериксон Кор, продуцирао Ким Цубик, написао Том Флин са главним улогама које тумаче Вилем Дафо, Џулијана Николсон, Кристофер Хејердал, Мајкл Гестон, Мајкл Макелхатон, Џејми Макшејн, Мајкл Грејајс, Торбјорн Хар, Шон Бенсон и Николај Николејф. Изашао је 20. децембра 2019. године.
Очекује се да ће у Србији филм бити приказан 2021. године, када је најављено покретање услуге Disney+ у Србији.